# Exetastes vacillans
Exetastes vacillans là một loài tò vò trong họ Ichneumonidae.